# Stanisława Boczarowska
Stanisława Boczarowska (ur. 12 lutego 1901 we Lwowie, zm. 24 stycznia 1972 w Bytomiu) – polska plastyczka i malarka. Malowała portrety, martwe natury i pejzaże.

## Życiorys
Stanisława Boczarowska urodziła się 12 lutego 1901 roku we Lwowie. W latach 1919-1923 studiowała w Państwowej Szkole Przemysłowej we Lwowie (późniejszy Instytut Sztuk Plastycznych) malarstwo, rzeźbę, malarstwo dekoracyjne i konserwację zabytków.
Mąż Stanisławy Boczarowskiej – Paweł Boczarowski, był handlowcem, znawcą zabytkowych dywanów i porcelany. Boczarowscy mieli dwoje dzieci: syna i córkę.
Wybuch II wojny światowej przerwał karierę artystyczną Boczarowskiej. Po zakończeniu działań wojennych, w listopadzie 1945, Boczarowska przyjechała wraz z zespołem lwowskiej opery do Bytomia. Pracowała jako nauczycielka rysunku i liternictwa w Liceum Ceramicznym. Była jednym z założycieli Związku Polskich Artystów Plastyków w Bytomiu.

## Twórczość
Samodzielną działalność, jako artystka, rozpoczęła w latach 30. XX wieku. W swoich martwych naturach wzorowała się na malarstwie holenderskim. Była również uznawaną portrecistką. swoje dzieła wystawiała w m.in. w Kijowie, Odessie i Moskwie, a po II wojnie światowej: w Warszawie, Krakowie, Poznaniu, Bielsku-Białej i w Katowicach.
Pod koniec życia jej twórczość zdominował impresjonizm.
Jej obrazy znajdują się w Galerii Lambert w Paryżu, w Grabowski Gallery w Londynie, a także w Muzeum Górnośląskim w Bytomiu.
Boczarowska zajmowała się również malarstwem monumentalnym. Jej dziełem był wystrój malarski kościoła św. Barbary w Bytomiu (zamalowany na początku lat 80. XX wieku).